# عتابا
العتابا هي من أنواع الزجل أي الشعر الغنائي التراثي الشعبي المنتشر التي لها مكانة مرموقة في الغناء الشعبي الفلسطيني والغناء الشعبي اللبناني على وجه الخصوص والغناء الشعبي الشامي على وجه عام وفي المنطقة الغربية للعراق أيضا". ويرددها العامة في كل مناسبة مثل الفرح والسمر والأنس. وعادة ما تكون مصاحبة لل الميجانا.

## أصل العتابا
مثل كل التراث المنقول، اختلف في معنى وأصل العتابا. من الشائع أن لفظة «العتابا» تعني العتب والعتاب. معظم الذين سئلوا عن هذا الموضوع من موسيقيين ومغنيين ومؤلفين اكدوا ان «العتابا» فلسطينية المنشأ وهي معروفة في بلاد الشام وفي العراق.

## تركيب العتابا
يتركب بيت العتابا من بيتين ولكل بيت شطرين، وتكون الاشطر الثلاثة الأولى على قافية مجنسة أي يتفقان في اللفظ ويختلفان في المعنى، وينتهي الشطر الرابع بالباء الساكنة المسبوقة بالألف أو بالفتحة مثال:
عادة ما تبدأ العتابا بكلمة «أوف» وأصلها اسم الفعل «أف» ومعناه أتضجر وأتكره ثم تتبع بالبيت.

## شعراء العتابا
عرفت العتابا العديد من الشعراء الذين تفننوا في أدائها وغناءها، إلّا أن أشهرهم على الإطلاق، والذي جدد فيها وطوّر في قوافيها المركبة وابتكر طُرُقاً مختلفة في غنائها وفي قفلاتها كـ«اللَّالا» هو يوسف الحسون «أبو العلاء» (1927-1979) من مواليد قرية شعب في فلسطين؛ اسمه الكامل: يوسف علي حسّونة واشتهر باسم يوسف الحسون «أبو العلاء». عاش في لبنان وسوريا، وأسَّــس العديد من جوقات العتاب، وأشهر مَن غنى إلى جانبه: رفعت مبارك وأسعد سعيد وجريس البستاني، وغيرهم. أصبح صاحب مدرسة تُقتفى في العتابا والميجانا والقصيد.
اشتهر بعض الشعراء والمغنين بالعتابا ومنهم:
- الشاعر الزجلي اللبناني الكبير أسعد الخوري الفغالي، المعروف بـ «شحرور الوادي».
- واشتهر بسوريا المطرب فؤادغازي الذي لقب بملك العتابا
- عبد الله مرعب، المعروف بـ«الآن مرعب» - والملقّب بـ«ملك الهوارة»
- الشاعر الياس النجار من لبنان.
- واشتهر بغناء العتابا في لبنان وديع الصافي ونصري شمس الدين وتوني حنا وسميريزبك